# Osiedle Leśna Dolina, Białystok
Leśna Dolina là một trong những quận của thành phố Białystok ở Ba Lan. Nó có rất nhiều khu vực xanh, với cây cối và cánh đồng. Hầu hết các huyện là khu dân cư, với các khối căn hộ và nhà ở. 